# Poitierská církevní provincie

Poitierská církevní provincie na mapě Francie

Poitierská církevní provincie je římskokatolickou církevní provincií, ležící v regionech Poitou-Charentes a Limousin ve Francii. V čele provincie stojí poitierský arcibiskup–metropolita. Provincie vznikla v průběhu 4. století, kdy byla povýšena poitierská diecéze na arcidiecézi. Současným metropolitou je arcibiskup Pascal Wintzer.

## Historie
Poitierská provincie vznikla spolu s povýšením poitierské diecéze na metropolitní arcidiecézi v průběhu 4. století, se čtyřmi sufragánními diecézemi. Organizačně spadá do Francouzské biskupské konference.

## Členění
Území provincie se člení na pět diecézí:
- arcidiecéze poitierská, založena ve 3. století, na metropolitní arcidiecézi povýšena ve 4. století
  - diecéze angoulêmská, založena ve 3. století
  - diecéze larochellská, založena 4. května 1648
  - diecéze limogeská, založena v 1. století
  - diecéze tullská, založena 11. července 1317